# Дом титулярного советника П. Н. Григорьева
Дом титулярного советника П. Н. Григорьева — памятник архитектуры в историческом центре Нижнего Новгорода. Построен в 1850—1851 годах по проекту архитектора М. К. Ястребова в стиле академической эклектики.
Здание внесено в реестр объектов культурного наследия как памятник истории — «Дом, в котором жил после возвращения из ссылки украинский поэт Т. Г. Шевченко».      

## История
1 ноября 1849 года и 12 мая 1850 года титулярный советник Порфирий Николаевич Григорьев купил с торгов обширный участок земли поблизости от Георгиевской башни Нижегородского кремля. После этого он обратился с предложением разработать проект двухэтажного каменного дома со сводчатыми подвалами к вольнопрактиковавшему в городе архитектору М. К. Ястребову. Планы фасадов с поэтажным разрезами губернская Строительная и дорожная комиссия одобрила 2 июня 1850 года, посчитав их «как в частности, так и в общем виде вполне удовлетворительными».
Очень скоро, через полтора месяца, дом был выстроен вчерне и покрыт железной крышей. 20 июля Григорьев обратился в Строительную и дорожную комиссию с просьбой выделить ему под залог несгораемых материалов и земли для внутренней отделки ссуду в размере 2500 рублей серебром на 26 лет. 1 октября 1850 года ссуда Григорьеву была одобрена, однако денег в наличии не оказалось. Григорьев получил только 500 рублей. Тем не мене летом 1851 года здание было закончено. Для выплаты ссуды с процентами Григорьеву пришлось сдавать второй этаж квартиросъёмщикам. Одним из них был архитектор П. А. Овсянников, у которого с сентября 1857 года несколько месяцев жил поэт Т. Г. Шевченко. 
Фасад дома имел классицистические элементы решения, междуоконные пилястры римского ордера во втором этаже и треугольный фронтон кровли, тимпан которого украшала рельефная скульптура. Этажи имели самостоятельные боковые входы, между собой сообщались круглой винтовой лестницей. С домом была построена каменная ограда по образцовому проекту. 
Архитектурно-художественное решение здания было искажено в советский период надстройкой третьего этажа, при приспособлении здания под Дом архитектора.